# 달마티안

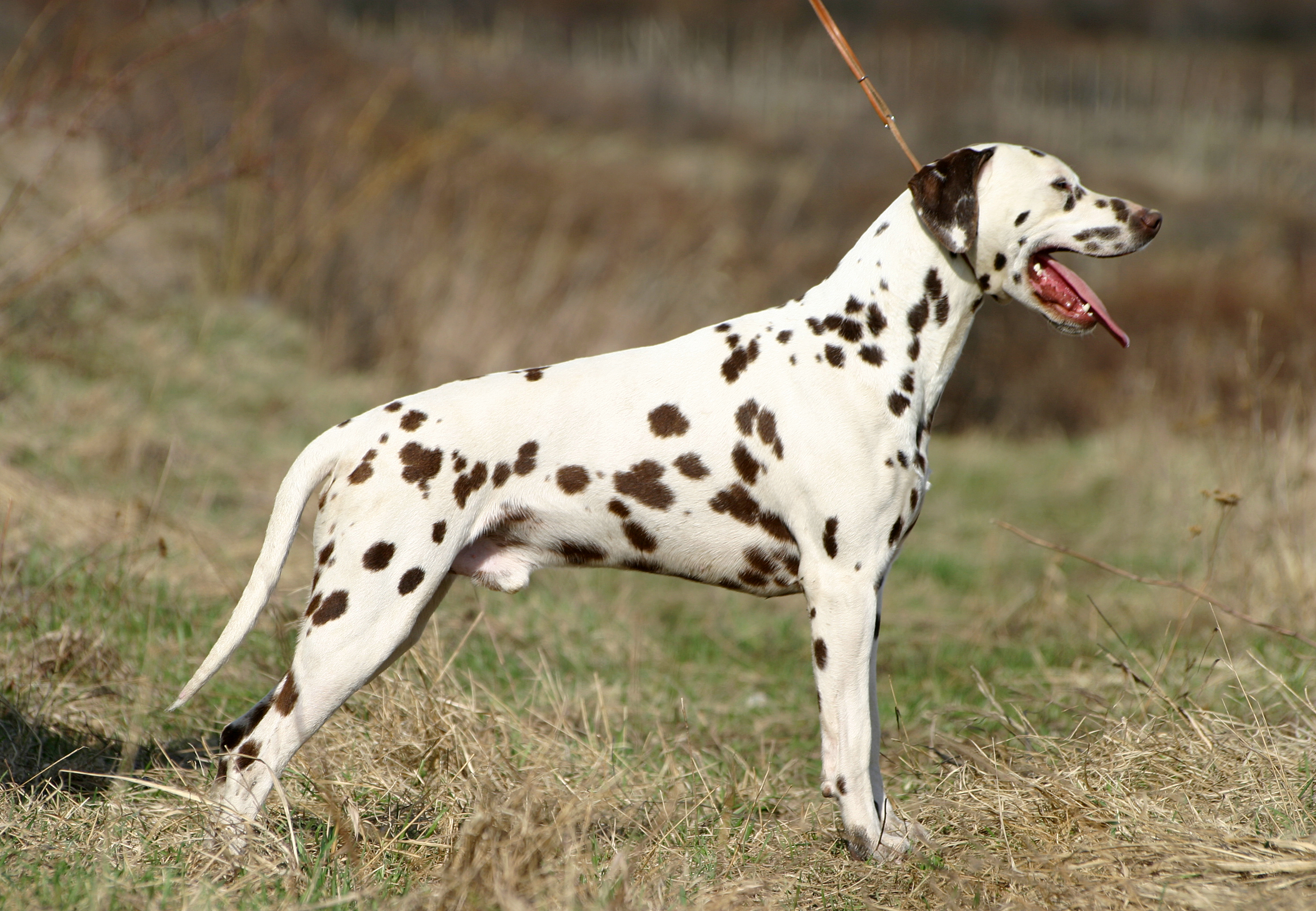
달마티안

달마시안(영어: Dalmatian, 크로아티아어: Dalmatinac)은 크로아티아의 달마티아가 원산지인 개 품종이다. 영국에서는 코치도그라고 하여 마차를 탈 때나 승마할 때, 또는 여행의 안전을 위하여 데리고 다녔다. 순백색 바탕에 검은색 또는 갈색의 바둑알 같은 뚜렷한 얼룩점이 온몸에 아름답게 배치되어 있는 것이 특징이며, 외형은 영국의 포인터와 비슷하다. 성질은 활발하고 충실하며 기억력이 좋다. 고대 그리스 조각에 그려져 있을 정도로 오래되었고, 유랑민족인 롬인(집시)의 반려견으로 유럽에 분포하였으며, 이탈리아·오스트리아에서는 사냥개로서 큰몫을 하였다.
미국의 1961년 만화영화 101마리 강아지에 등장하는 강아지들의 품종이다. 소방관들 사이에 인기 있는 개 품종이다.

## 대중문화

### 101마리의 달마시안 개
영국 출신의 작가 도디 스미스가 쓴 소설 101마리의 달마시안 개(The Hundred and One Dalmatians)의 영향으로 달마티안은 큰 인기를 얻었다. 1961년에는 월트 디즈니 픽처스에서 101 마리 달마시안이라는 애니메이션을 제작했으며, 1996년에는 실사영화 101 달마시안이 제작됐다. 속편 102 달마시안도 크게 흥행하자 영화의 인기에 힘입어 달마티안을 키우는 사람들이 늘었으나, 무책임한 주인들에게 입양되어 유기견이 되는 경우가 많았다.
2021년 5월 26일 101마리 달마시안의 등장인물이었던 크루엘라 드 빌을 주인공으로 한 영화 크루엘라가 개봉했다.

## 같이 보기
- 반려견